# Bay Hill
Bay Hill es un lugar designado por el censo ubicado en el condado de Orange en el estado estadounidense de Florida. En el Censo de 2010 tenía una población de 4.884 habitantes y una densidad poblacional de 761,91 personas por km².
El torneo de golf profesional Arnold Palmer Invitational se juega en Bay Hill.

## Geografía
Bay Hill se encuentra ubicado en las coordenadas 28°27′14″N 81°30′24″O / 28.45389, -81.50667. Según la Oficina del Censo de los Estados Unidos, Bay Hill tiene una superficie total de 6.41 km², de la cual 6.15 km² corresponden a tierra firme y (4%) 0.26 km² es agua.

## Demografía
Según el censo de 2010, había 4.884 personas residiendo en Bay Hill. La densidad de población era de 761,91 hab./km². De los 4.884 habitantes, Bay Hill estaba compuesto por el 84.6% blancos, el 2.29% eran afroamericanos, el 0.16% eran amerindios, el 9.42% eran asiáticos, el 0% eran isleños del Pacífico, el 1.37% eran de otras razas y el 2.15% pertenecían a dos o más razas. Del total de la población el 9.32% eran hispanos o latinos de cualquier raza.